# Sept-Saulx
Sept-Saulx település Franciaországban, Marne megyében. Lakosainak száma 689 fő (2022. január 1.). Sept-Saulx Prosnes, Baconnes, Billy-le-Grand, Livry-Louvercy, Mourmelon-le-Petit, Les Petites-Loges és Val-de-Vesle községekkel határos.

## Népesség
A település népessége az elmúlt években az alábbi módon változott:
| Lakosok száma | 332  | 338  | 484  | 560  | 593  | 604  | 615  | 671  | 686  | 689  |
|               | 1968 | 1982 | 1990 | 2006 | 2013 | 2015 | 2017 | 2019 | 2020 | 2022 |